# Earth (Texas)
Earth è un comune (city) degli Stati Uniti d'America della contea di Lamb nello Stato del Texas. La popolazione era di 1.065 abitanti al censimento del 2010.

## Geografia fisica
Secondo lo United States Census Bureau, la città ha una superficie totale di 3,11 km², dei quali 3,11 km² di territorio e 0 km² di acque interne (0% del totale).

## Società

### Evoluzione demografica
Secondo il censimento del 2010, la popolazione era di 1.065 abitanti.

### Etnie e minoranze straniere
Secondo il censimento del 2010, la composizione etnica della città era formata dal 77,28% di bianchi, il 4,04% di afroamericani, lo 0% di nativi americani, lo 0% di asiatici, lo 0% di oceanici, il 18,03% di altre razze, e lo 0,66% di due o più etnie. Ispanici o latinos di qualunque razza erano il 63,76% della popolazione.